# Storia di un fantasma
Storia di un fantasma (A Ghost Story) è un film del 2017 scritto, diretto e montato da David Lowery, con protagonisti Casey Affleck e Rooney Mara.

## Trama
Un musicista, C, vive con sua moglie, M, in una piccola casa a Dallas, in Texas. Hanno una vita felice insieme: cercano una nuova casa e ne pianificano il trasloco. Un giorno M confida al marito che, prima di allontanarsi da un posto dove ha vissuto, le piace lasciare una piccola nota per se stessa in qualche nascondiglio, nel caso lei dovesse mai ritornare. Di tanto in tanto si sentono strani rumori nella casa; una notte i due sentono un forte botto nel loro soggiorno, nel quale si trova un piano già presente nella casa prima che i due la acquistassero, ma non riescono a trovarne la fonte.
La mattina dopo, il marito rimane ucciso in un incidente d’auto di fronte a casa loro. All'ospedale, la moglie vede il corpo prima di coprirlo con un lenzuolo. Lasciato solo, l’uomo si risveglia come fantasma, ancora coperto dal lenzuolo, e vaga per l’ospedale, invisibile agli altri. Una porta di luce si apre davanti a lui, ma il fantasma non tenta di avvicinarsi e questa si chiude. Tornato a casa attraverso i campi, assiste silente al dolore della moglie e, attraverso una finestra, scorge nella casa accanto un altro fantasma coperto di lenzuolo; questo fantasma alza la mano da sotto il lenzuolo, come se stesse aspettando qualcuno.
Una notte la moglie arriva a casa con un uomo, che bacia. Il fantasma, preso dall'ira, lancia i libri dallo scaffale e accende e spegne le luci. Tempo dopo, la moglie, in preda alla malinconia e alla solitudine, ascolta una canzone scritta dal defunto marito. Alla fine decide di andarsene, ma prima scrive una breve nota e la nasconde in un buco nel muro, che poi rivernicia. Il fantasma assiste impotente alla partenza della moglie e comincia a cercare di estrarre il messaggio, grattandone via la vernice, a poco a poco.
Intanto le stagioni si susseguono, e così gli anni, e una nuova famiglia si trasferisce nella casa: una madre messicana e i suoi due bambini. Il fantasma, stranito, li osserva mentre cenano, suonano il piano e addobbano l’albero di Natale, ma queste scene lo investono di un’agitazione crescente, che sfocia nella decisione prima di manifestare la propria presenza ai bambini, durante la notte; poi di far cadere una foto della famiglia messa al pianoforte, e infine di scagliare piatti e bicchieri dall'armadio della cucina. La famiglia, impaurita, se ne va; il fantasma resta di nuovo solo.
A una festa lanciata dai successivi occupanti, un invitato tiene un discorso filosofico, dichiarando che le memorie del passato, come le persone, le gesta, i libri e persino le sinfonie di Beethoven, rimarranno nella memoria umana collettiva anche dopo il crollo della civiltà, ma ammettendo che alla fine tutto sarà comunque destinato a svanire, schiacciato dalle immutabili leggi dell’universo, dopodiché tutto comincerà di nuovo, ancora e ancora. Mentre costui parla, i partecipanti notano lo sfarfallio delle luci sopra di loro.
La casa alla fine viene abbandonata e, finalmente indisturbato, il fantasma riesce a estrarre il biglietto fuori dal muro, ma proprio in quell'istante i bulldozer livellano la sua casa e anche quella accanto. Alla fine della demolizione i due fantasmi si confrontano, dopodiché quello della seconda casa svanisce, e adesso l’ultimo fantasma si ritrova in un cantiere in costruzione, poi tra i piani di un enorme grattacielo, in una stanza per le riunioni e infine sull'orlo del tetto, di fronte a una vasta giungla di grattacieli futuristici. Al fantasma non rimane che saltare e precipitare nel vuoto.
Il fantasma è ora in mezzo a un prato, è l’alba e una famiglia di coloni rivendica il terreno. Il capofamiglia, speranzoso, pianta i primi paletti per una nuova casa. La sua bambina intanto canticchia spesso un motivetto simile alla canzone scritta dal fantasma, e una mattina scrive una nota e la nasconde sotto una roccia. In lontananza si sentono quindi alcuni ululati; la famiglia ormai è morta, la salma della figlia giace abbandonata nell'erba, fino a ridursi a uno scheletro nascosto nell'erba.
Il tempo scorre di nuovo, il fantasma è ancora una volta dentro la casa, così adesso può osservare se stesso, ancora in vita, accompagnare la moglie alla prima visita della casa, e chiedere all'agente immobiliare del piano, sentendosi dire che “è sempre stato qui”. La vita della coppia sebbene simile, non sembra però essere la stessa: ci sono ombre di litigi e discussioni sulla casa – la moglie vorrebbe andarsene, il marito rimanere; così forse il tempo non si ripete esattamente identico, forse tutto è andato avanti in modo diverso. La notte prima della sua morte, il marito vivente sussurra a sua moglie che è disposto ad accettare un trasloco. Il fantasma allora si siede al piano e colpisce i tasti, provocando il rumore che lo aveva spaventato all'inizio, quand'era ancora vivo. Più tardi, dopo il secondo incidente, mentre la moglie si trasferisce da sola ancora una volta, il fantasma vede il suo sé precedente (ora anch'esso un fantasma, ma ignaro della presenza del primo fantasma) che la osserva andarsene. Finalmente il momento atteso è giunto: il fantasma recupera il biglietto, lo apre e lo legge. Mentre lo stringe ancora tra le dita, la figura sotto il lenzuolo si accartoccia e svanisce.

## Produzione
Le riprese del film si sono svolte a Dallas, in Texas, e si sono concluse nel settembre 2016.

## Promozione
Il primo trailer del film viene diffuso il 28 marzo 2017.

## Distribuzione
Il film è stato presentato al Sundance Film Festival 2017 il 22 gennaio, ed è stato distribuito nelle sale cinematografiche statunitensi a partire dal 7 luglio dello stesso anno.

## Accoglienza
Il film viene accolto molto positivamente alla sua première al Sundance Film Festival; sul sito Rotten Tomatoes ottiene l'88% delle recensioni professionali positive, con un voto medio di 8,3 su 10, mentre su Metacritic ottiene un punteggio di 85 su 100.
Nel luglio 2019 il sito Indiewire.com, specializzato in cinema e critica cinematografica, posiziona il film al cinquantatreesimo posto dei migliori cento film del decennio 2010-2019.

## Riconoscimenti
- 2017 - National Board of Review Awards[7]
  - Migliori dieci film indipendenti
- 2017 - Sitges - Festival internazionale del cinema fantastico della Catalogna
  - Miglior fotografia a Andrew Droz Palermo
  - Carnet Jove Jury Award
- 2018 - Independent Spirit Awards[8]
  - Candidatura per il Premio John Cassavetes
- 2017 - Festival del cinema americano di Deauville
  - Premio della giuria
  - Premio della critica internazionale
  - Premio della rivelazione Kiehl's

Il film è stato incluso nella classifica dei 25 migliori film dell'anno dalla rivista Sight & Sound, posizionandosi al decimo posto.